# Jardin d'Istenhegyi út
Le Jardin de Istenhegyi út (en hongrois : Istenhegyi úti kert természetvédelmi terület) est une aire protégée située à Budapest et dont le périmètre est caractérisé comme d'intérêt local.